# Morti nel 1974/Giugno
| Questa pagina contiene informazioni ricavate automaticamente dalle voci biografiche con l'ausilio del template Bio e di un bot. L'aggiornamento è periodico e automatico e ricostruisce completamente la pagina. Se manca una persona in questa lista, sei pregato di non aggiungerla, ma accertati piuttosto che la sua voce biografica contenga il template Bio e che i dati anagrafici siano correttamente compilati. Se il template Bio manca, inseriscilo tu stesso o, in alternativa, metti l'avviso {{tmp\|Bio}} che ne segnala la mancanza. Se i dati riportati sono sbagliati, correggi direttamente la voce biografica; le modifiche saranno visibili in questa lista entro pochi giorni. Per chiarimenti vedi il progetto biografie. La lista contiene solo le 80 persone che sono citate nell'enciclopedia e per le quali è stato implementato correttamente il template Bio. Pagina aggiornata al 3 mar 2024. |

- 1º giugno - Jean Van Buggenhout, dirigente sportivo e pistard belga (n. 1905)
- 2 giugno - Hiroshi Kazato, pilota automobilistico giapponese (n. 1949)
- 2 giugno - Tom Kristensen, scrittore danese (n. 1893)
- 3 giugno - Messali Hajj, politico algerino (n. 1898)
- 3 giugno - Rašid Nežmetdinov, scacchista e damista sovietico (n. 1912)
- 3 giugno - Joseph Werbrouck, pistard belga (n. 1882)
- 4 giugno - Giuseppe Marzari, attore teatrale, comico e umorista italiano (n. 1900)
- 4 giugno - Angelo Scala, partigiano italiano (n. 1908)
- 5 giugno - Emanuele Ferraris, politico italiano (n. 1883)
- 5 giugno - José Jaspe, attore spagnolo (n. 1906)
- 5 giugno - Ettore Troilo, patriota e prefetto italiano (n. 1898)
- 6 giugno - Melville Marks Robinson, giornalista e dirigente sportivo canadese (n. 1888)
- 6 giugno - Blanche Yurka, attrice statunitense (n. 1887)
- 8 giugno - Giorgio De Santillana, fisico, storico della scienza e storico della filosofia italiano (n. 1902)
- 8 giugno - Anfilogino Guarisi, calciatore brasiliano (n. 1905)
- 8 giugno - Rodolfo Lipizer, violinista, compositore e direttore d'orchestra italiano (n. 1895)
- 9 giugno - Lina Arpesani, scultrice e pittrice italiana (n. 1888)
- 9 giugno - Miguel Ángel Asturias, scrittore, poeta e drammaturgo guatemalteco (n. 1899)
- 9 giugno - Katharine Cornell, attrice teatrale e scrittrice statunitense (n. 1893)
- 9 giugno - Piero Nardi, italianista e critico letterario italiano (n. 1891)
- 9 giugno - Carlo Pisacane, attore italiano (n. 1889)
- 10 giugno - Lewis R. Foster, regista e sceneggiatore statunitense (n. 1898)
- 10 giugno - Henry, duca di Gloucester, nobile britannico (n. 1900)
- 11 giugno - Eurico Gaspar Dutra, generale e politico brasiliano (n. 1883)
- 11 giugno - Julius Evola, filosofo, pittore e poeta italiano (n. 1898)
- 12 giugno - André Marie, politico francese (n. 1897)
- 12 giugno - Felix Schwalbe, generale tedesco (n. 1892)
- 13 giugno - Karl Schnieke, calciatore tedesco orientale (n. 1919)
- 13 giugno - Ernesto Vidal, calciatore uruguaiano (n. 1921)
- 14 giugno - Eddy Brown, violinista e insegnante statunitense (n. 1895)
- 14 giugno - Ada Bruges, cantante italiana (n. 1897)
- 14 giugno - Michele De Capua, politico italiano (n. 1913)
- 14 giugno - Sibyl Mary Hathaway,  britannica (n. 1884)
- 14 giugno - Knud Jeppesen, musicologo danese (n. 1892)
- 14 giugno - Gabriel Thorstensen, ginnasta norvegese (n. 1888)
- 15 giugno - Giuseppe Faravelli, avvocato, giornalista e politico italiano (n. 1896)
- 15 giugno - Carlo Fortunato Rosti, pittore e avvocato italiano (n. 1885)
- 15 giugno - Adolf Sinzinger, generale austriaco (n. 1891)
- 16 giugno - Mauritz Hugo, attore svedese (n. 1909)
- 17 giugno - Yadavindra Singh, principe, politico e diplomatico indiano (n. 1913)
- 17 giugno - Pamela Britton, attrice statunitense (n. 1923)
- 17 giugno - Pauline Carton, attrice francese (n. 1884)
- 17 giugno - Albert Casteleyns, pallanuotista e bobbista belga (n. 1917)
- 17 giugno - Rabbe Enckell, poeta, scrittore e drammaturgo finlandese (n. 1903)
- 17 giugno - Charles Keightley, militare britannico (n. 1901)
- 17 giugno - Joseph Lê Văn Ấn, vescovo cattolico vietnamita (n. 1916)
- 18 giugno - George Kelly, commediografo, sceneggiatore e regista teatrale statunitense (n. 1887)
- 18 giugno - Júlio César de Melo e Sousa, scrittore e matematico brasiliano (n. 1895)
- 18 giugno - George Parker, marciatore australiano (n. 1897)
- 18 giugno - Georgij Konstantinovič Žukov, generale e politico sovietico (n. 1896)
- 19 giugno - Alfred Mirsky, biologo statunitense (n. 1900)
- 19 giugno - Mario Rabaglio, calciatore italiano (n. 1900)
- 19 giugno - Jean Wahl, filosofo francese (n. 1888)
- 20 giugno - Georges De Spae, calciatore belga (n. 1900)
- 20 giugno - Marc Pincherle, musicologo francese (n. 1888)
- 21 giugno - Ettore Lapadula, medico e critico d'arte italiano (n. 1919)
- 22 giugno - Karl Holmström, saltatore con gli sci svedese (n. 1925)
- 22 giugno - Darius Milhaud, compositore francese (n. 1892)
- 23 giugno - Plinio Marconi, architetto, ingegnere e urbanista italiano (n. 1893)
- 23 giugno - Carlo Zinato, vescovo cattolico italiano (n. 1890)
- 24 giugno - Ferruccio Pergolesi, giurista italiano (n. 1899)
- 25 giugno - Renato Cattaneo, calciatore e allenatore di calcio italiano (n. 1903)
- 25 giugno - Cornelius Lanczos, matematico e fisico ungherese (n. 1893)
- 25 giugno - Francesco Pennisi, vescovo cattolico italiano (n. 1898)
- 26 giugno - Gheorghe Albu, allenatore di calcio e calciatore rumeno (n. 1909)
- 26 giugno - Lorenzo Favero, pittore, docente e critico d'arte italiano (n. 1911)
- 27 giugno - Tony Cargnelli, allenatore di calcio e calciatore austriaco (n. 1889)
- 27 giugno - Federico Marconcini, politico e economista italiano (n. 1884)
- 28 giugno - Mario Ferrari, attore e doppiatore italiano (n. 1894)
- 28 giugno - Francesco Rizzi, ingegnere e generale italiano (n. 1899)
- 28 giugno - Giacomo Vender, presbitero, militare e partigiano italiano (n. 1909)
- 29 giugno - William Coltman, militare britannico (n. 1891)
- 29 giugno - José Maria Ferreira de Castro, scrittore portoghese (n. 1898)
- 29 giugno - Luciano De Feo, critico cinematografico italiano (n. 1894)
- 30 giugno - Vannevar Bush, ingegnere statunitense (n. 1890)
- 30 giugno - Pierre Chantraine, linguista e grecista francese (n. 1899)
- 30 giugno - Hans Haferkamp, calciatore tedesco (n. 1921)
- 30 giugno - Eddie Johnson, pilota automobilistico statunitense (n. 1919)
- 30 giugno - Cyril Mackworth-Praed, tiratore a segno britannico (n. 1891)
- 30 giugno - Roger Staub, sciatore alpino svizzero (n. 1936)